# Catocala agitatrix
Catocala agitatrix és una espècie de papallona nocturna de la subfamília Erebinae i la família Erebidae.

## Distribució
Es troba a l'est de Rússia (Primórie, Khabàrovsk, sud d'Amur), Xina, Corea, Japó (Hokkaido, Honshü).

## Descripció
Fa aproximadament 62 mm d'envergadura alar.

## Subespècies
- Catocala agitatrix agitatrix
- Catocala agitatrix kobayashii Ishizuka, 2010 (Japan: Hokkaido)
- Catocala agitatrix shaanxiensis Ishizuka, 2010 (China: Shaanxi)